# 大苏计遗址
大苏计遗址，位于中国河北省张家口市大苏计村，为张家口市尚义县的一个省级文物保护单位，类型为古遗址，公布时间为1993年7月15日。
大苏计遗址的历史年代为新石器时代。